# Helolampis nigrithorax
Helolampis nigrithorax är en insektsart som beskrevs av Marius Descamps 1983. Helolampis nigrithorax ingår i släktet Helolampis och familjen Romaleidae. Inga underarter finns listade i Catalogue of Life.